# Konstantin Umanskij
Konstantin Aleksandrovitj Umanskij (russisk: Константин Александрович Уманский, tr. Konstantin Aleksandrovitj Umanskij; født 14. maj 1902 i Nikolajev, Det Russiske Kejserrige, død 25. januar 1945 i Mexico City, Mexico) var en sovjetisk diplomat, redaktør, journalist og kunster. Han blev medlem af det kommunistiske parti i Sovjetunionen i 1919 og blev dræbt i en bilulykke i Mexico City mens han arbejdede der som ambassadør for Sovjetunionen.